# Señorío de Molina (comarca)

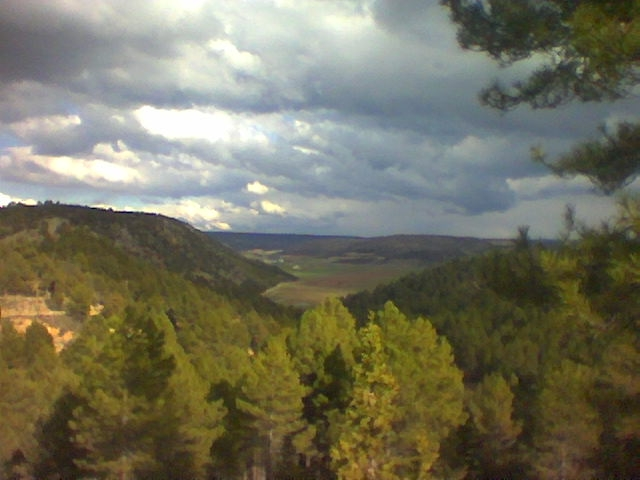
Valle de la Vega de Arias (Fuembellida-Tierzo)

El Señorío de Molina o Señorío de Molina-Alto Tajo és una comarca de la província de Guadalajara, la capital de la qual és Molina de Aragón. Limita al nord amb la província de Sòria i de Saragossa, amb la qual també limita a l'est, juntament amb la província de Terol, que també limita al sud. A l'oest limita amb la província de Conca i la resta de Guadalajara. A més a més, gran part d'aquesta comarca es divideix en quatre sexmes: la Sexma del Campo, la Sexma de la Sierra, la Sexma del Sabinar i la Sexma del Pedregal. En aquesta organització (de temps feudals i reconeguda en l'estatut de Castella-La Manxa com a tal), tots els pobles tenen dret d'opinió i de vot, excepte la capital de la comarca (Molina de Aragón) que no té dret de vot.
Al seu territori, bastant extens, destaca el Parc Natural de l'Alto Tajo, de gran interès ecològic.

## Gastronomia
Entre la seva gastronomia destaca el morteruelo (plat típic a base de diversos elements de cacera), el cérvol, les truites i crancs de riu, a més de plats elaborats amb trufes negres de la zona. i en postres, ànegues de vaca, ous de dolç i llet fregida.

## Natura
Abunden els savinars i pinedes, amb gran presència de sabines blanques, i pins, tant silvestres com negrals i roges. Destaca també la presència de quejigales, melojares i rebollares, a més a més de la gran presència d'aranyons, boletus i niscalos.
Existeix una gran varietat d'espècies, entre les que abunden voltors leonados, xoriguers, esparvers, astors, àguiles perdigueres, falcons peregrins, perdius, diverses espècies de mussols, guillots, gats muntesos, cérvols, ratpenats, teixons, llúdries i mosteles entre d'altres.

## Monuments i zones d'interès
Són d'interès en la zona el Castell Alcàsser de Molina de Aragón, la llacuna de Taravilla, l'ermita de la Verge de La Hoz (a Torete) i en general tota la xarxa de pobles que constitueixen la zona i que mostren la gastronomia i la cultura de la zona.

## Cursos fluvials i naturalesa
Són importants els afluents del riu Gallo, afluent del Tajo: el Cabrillas, el Bullones, el Gallo, l'Arandilla, el Salado, l'Ablanquejo, l'Hoceseca i el Tajuelo.
Aquesta zona és de gran interès tant a nivell nacional com a regional per la seva biodiversitat i la seva bellesa paisatgística.

## Municipis
- Abánades
- Ablanque
- Adobes
- Alcoroches
- Alustante
- Anguita
- Arbeteta
- Armallones
- Castellar de la Muela
- Checa
- Fuembellida
- La Yunta
- Maranchón
- Molina de Aragón
- Orea
- Peñalén
- Peralejos de las Truchas
- Piqueras
- Poveda de la Sierra
- Riba de Saelices
- Setiles
- Taravilla
- Terzaga
- Tierzo
- Tordesilos
- Torremocha del Pinar
- Zaorejas

Sesma del Pedregal
- Anquela del Pedregal
- Castellar de la Muela
- Castilnuevo
- Chera
- El Pedregal
- El Pobo de Dueñas
- Hombrados
- Huertahernando
- Morenilla
- Novella
- Otilla
- Pradilla
- Prados Redondos
- Setiles
- Tordellego
- Tordelpalo
- Tordesilos
- Torecuadrada de Molina
- Torremochuela

Sesma del Campo
- Algar de Mesa
- Amayas
- Anchuela del Campo
- Campillo
- Concha
- Cubillejo de la Sierra
- Cubillejo del Sitio
- Embid
- Establés
- Fuentelsaz
- Hinojosa
- La Yunta
- Labros
- Milmarcos
- Mochales
- Pardos
- Rueda de la Sierra
- Tartanedo
- Torrubia
- Tortuera
- Villel de Mesa

Sesma de la Sierra
- Adobes
- Alcoroches
- Alustante
- Campillo
- Checa
- Chequilla
- Megina
- Motos
- Orea
- Peralejos
- Pinilla
- Piqueras
- Terzaga
- Traíd

Sesma del Sabinar
- Aragoncillo
- Baños de Tajo
- Canales de Molina
- Cobeta
- Corduente
- Cuevas Labradas
- Cuevas Minadas
- Escalera
- Fuembellida
- Herrería
- Lebrancón
- Olmeda de Cobeta
- Rillo de Gallo
- Selas
- Teroleja
- Tierzo
- Torete
- Torrecilla
- Torremocha
- Valhermoso
- Valsalobre
- Ventosa
- Villar de Cobeta